# Diasper
Diasper är en lampasbindning som vävs med vita inslag och varp. Diasper finns bland annat bevarade i svenska medeltida kyrkotextilier. 
Diasprum är en latinsk term för de tyger från 1200-talets Italien som bestod av enfärgade sidenvävar i lampasteknik.